# واتکین تنچ
واتکین تنچ (انگلیسی: Watkin Tench; ۶ اکتبر ۱۷۵۸ – ۷ مهٔ ۱۸۳۳) فرد نظامی اهل پادشاهی متحد بریتانیای کبیر و ایرلند بود.